# Iván Moreno
Pour les articles homonymes, voir Moreno.
Moreno  Sánchez est un nom espagnol. Le premier nom de famille, en général paternel, est Moreno ; le second, en général maternel, souvent omis, est Sánchez.
Iván Moreno Sánchez, né le 27 mai 1996, est un coureur cycliste espagnol.

## Biographie
Iván Moreno commence le cyclisme en 2009,. Il se fait d'abord remarquer sur piste, discipline dans laquelle il devient vice-champion d'Espagne chez les juniors (moins de 19 ans). Il passe ensuite au cyclisme sur route lors de son entrée dans les rangs espoirs (moins de 23 ans).
Après une bonne saison 2016, il est recruté en 2017 par l'équipe Lizarte,, où il court pendant trois ans. Grand espoir du cyclisme valencien, il se distingue par ses qualités de grimpeur en remportant la Subida a Urraki 2018 ou le Tour de Zamora en 2019. Il obtient également de nombreuses places d'honneur, notamment dans les manches de la Coupe d'Espagne amateurs. 
Il passe finalement professionnel en 2020 dans la nouvelle équipe Kern Pharma, créée sur la structure de Lizarte. Principalement équipier, il obtient ses premiers résultats notables en 2021 en terminant huitième de la Classica da Arrábida et treizième du Tour de Slovénie. L'année suivante, il se classe huitième du Tour des Apennins. Il n'est toutefois pas conservé par les dirigeants de Kern Pharma. Iván Moreno trouve alors refuge au sein de la formation continentale Global 6 Cycling en 2023. 

## Palmarès
- 2013
  - 2e du championnat d'Espagne de l'américaine juniors
- 2014
  - 2e du championnat d'Espagne de l'américaine juniors
  - 2e du championnat d'Espagne de course aux points juniors
- 2016
  - Championnat de Catalogne de la montagne
- 2018
  - Subida a Urraki
  - Trofeu Fira d'Agost[8]
  - 2e de la Subida a Gorla
- 2019
  - Gran Premi Vila-real :
    - Classement général
    - 2e étape

  - Tour de Zamora :
    - Classement général
    - 1re (contre-la-montre par équipes) et 3e étapes

  - 2e de la Lazkaoko Proba
  - 3e de la Santikutz Klasika